# Армения на международном конкурсе «Новая волна»
Армения принимала участие в международном конкурсе «Новая волна» 15 раз, впервые выступив в 2003 году, когда армянская певица Эмми заняла четырнадцатое место.
Армения побеждала в конкурсе трижды: в 2010, 2017 и 2021 годах. Три победы страны одержали Сона Шахгельдян (2010 г.), Эрна Мир (2017 г.) и Саро Геворкян (2021 г.). За время своего участия в конкурсе Армения несколько раз занимала место в первой пятерке: Сюзанна Мелконян и Геворг Арутюнян заняли второе место в 2017 и 2018 годах, а Мгер и Эрик — пятое место в 2008 и 2011 годах соответственно.

## Конкурсанты
| 1 | Победитель   |
| 2 | Второе место |

| Год     | Исполнитель      | Первый день            | Второй день                           | Третий день                         | Место | Баллы |
| ------- | ---------------- | ---------------------- | ------------------------------------- | ----------------------------------- | ----- | ----- |
| 2003 г. | Эмми             |                        |                                       |                                     | 14    | 191   |
| 2004 г. | Группа «Хайер»   |                        |                                       |                                     | 8-9   | 179   |
| 2005 г. | Арман Григорян   |                        |                                       |                                     | 15    | 197   |
| 2006 г. | Размик Амян      |                        |                                       |                                     | 10    | 279   |
| 2008 г. | Мгер             | «We Are the Champions» | «Հայաստան» (Hayastan)                 | «Кто»                               | 5     | 341   |
| 2010 г. | Сона Шахгельдян  | «Baby Come to Me»      | «Հայաստան աշխարհ» (Hayastan Ashkharh) | «Կորուստ թե գանձ» (Korust te gandz) | 1     | 288   |
| 2011 г. | Эрик             | «All in Love Is Fair»  | «Твои следы»                          | «Լինեմ քամի» (Linem qami)           | 5-6   | 335   |
| 2012 г. | Сурен Арустамян  | «Change the World»     | «Моя любовь тебе»                     | «Next to you»                       | 8-9   | 180   |
| 2013 г. | Мери Мнджоян     | «All by Myself»        | «Твои следы»                          | «Я и только ты»                     | 8     | 344   |
| 2014 г. | Сона Рубенян     | «Wrecking Ball»        | «Հայաստան» (Hayastan)                 | «Կարոտ» (Karot)                     | 6     | 220   |
| 2015 г. | Григор Кёкчян    | «Sunny»                | «Две звезды»                          | «Афро»                              | 7     | 265   |
| 2017 г. | Эрна Мир         | «24K Magic»            | «Армения Моя»                         | «In Love»                           | 1     | 363   |
| 2017 г. | Сюзанна Мелконян | «Stand Up for Love»    | «Твои следы»                          | «Навсегда»                          | 2     | 357   |
| 2018 г. | Геворг Арутюнян  | «Lost on You»          | «Կյանք ու կռիվ» (Kyanq U Kriv)        | «Stand Up»                          | 2     | 297   |
| 2019 г. | TYOM             | «Так же, как все»      | «Let Me Feel You»                     |                                     | 9     | 230   |
| 2021 г. | Саро Геворкян    | «Listen»               | «Կուզես» (Kuzes)                      | «Биполярная любовь»                 | 1     | 267   |

## Награды
| Год     | Художник      | Награда                          |
| ------- | ------------- | -------------------------------- |
| 2008 г. | Мгер          | Приз зрительских симпатий        |
| 2011 г. | Эрик          | Приз зрительских симпатий        |
| 2014 г. | Сона Рубенян  | Приз зрительских симпатий        |
| 2015 г. | Григор Кёкчян | Специальный приз от www.woman.ru |